# Gisela Stuart
Pour les articles homonymes, voir Stuart.
 (mars 2016).
Si vous disposez d'ouvrages ou d'articles de référence ou si vous connaissez des sites web de qualité traitant du thème abordé ici, merci de compléter l'article en donnant les références utiles à sa vérifiabilité et en les liant à la section « Notes et références ».
Gisela Stuart (née Gisela Gschaider le 26 novembre 1955 à Velden en Allemagne) est une femme politique britannique membre du Parti travailliste.

## Biographie
Elle est née et grandit en Bavière, avant de se rendre à l'âge de 18 ans en Angleterre afin d'y perfectionner son anglais.
Après des études de droit, elle réussit à devenir la première « femme étrangère » à se faire élire députée à la Chambre des communes en 1997 dans la circonscription de Birmingham-Edgbaston, avec 48,6 % des voix.
Elle est réélue aux élections générales de 2001 avec 49,1 % des voix.
Elle est une des 105 membres de la Convention sur l'avenir de l'Europe, présidée par Valéry Giscard d'Estaing. 